# If I'm Lucky
If I'm Lucky (bra: Se Eu Fosse Feliz) é um filme estadunidense de comédia romântica e musical de 1946 produzido por Bryan Foy e dirigido por Lewis Seiler. Trata-se de um remake de Mil Vezes Obrigado! (1935).
Escrito por George Bricker e Robert Ellis, com base em uma história de Edwin Lanham, Helen Logan e Snag Werris, o enredo se desenrola durante as eleições para o governo da Califórnia. A banda liderada por Earl Gordon é contratada para apoiar a campanha do candidato Darius J. Magonnagle. Enquanto isso, o promissor compositor Allen Clark, interpretado por Perry Como, conquista a simpatia do público, tornando-se um forte concorrente ao cargo.

## Sinopse
Vários músicos desempregados ou mal empregados, entre eles a harpista Michelle O'Toole (Carmen Miranda), que trabalha numa chapelaria, são atraídos para a campanha eleitoral de Magonnagle (Edgar Buchanan). O compositor Allen Clark (Perry Como) vende uma música para a banda, embora quisesse ser contratado como cantor. Durante a campanha, Allen começa a aparecer como um candidato surpresa para as eleições, embora soubesse dos vícios eleitorais. Linda Farrell (Vivian Blaine) e o compositor começam a namorar. Allen consegue vencer e os amigos da banda o convencem que ele pode ser ao mesmo tempo governador e cantor de rádio.

## Elenco
- Carmen Miranda — Michelle O'Toole
- Vivian Blaine — Linda Farrell
- Perry Como — Allen Clark
- Harry James — Earl Gordon
- Phil Silvers — Wallingham M. 'Wally' Jones
- Edgar Buchanan — Darius J. Magonnagle
- Reed Hadley — Jed Conklin, administrador da campanha de Magonnagle
- Harry James e His Music Makers — eles mesmos

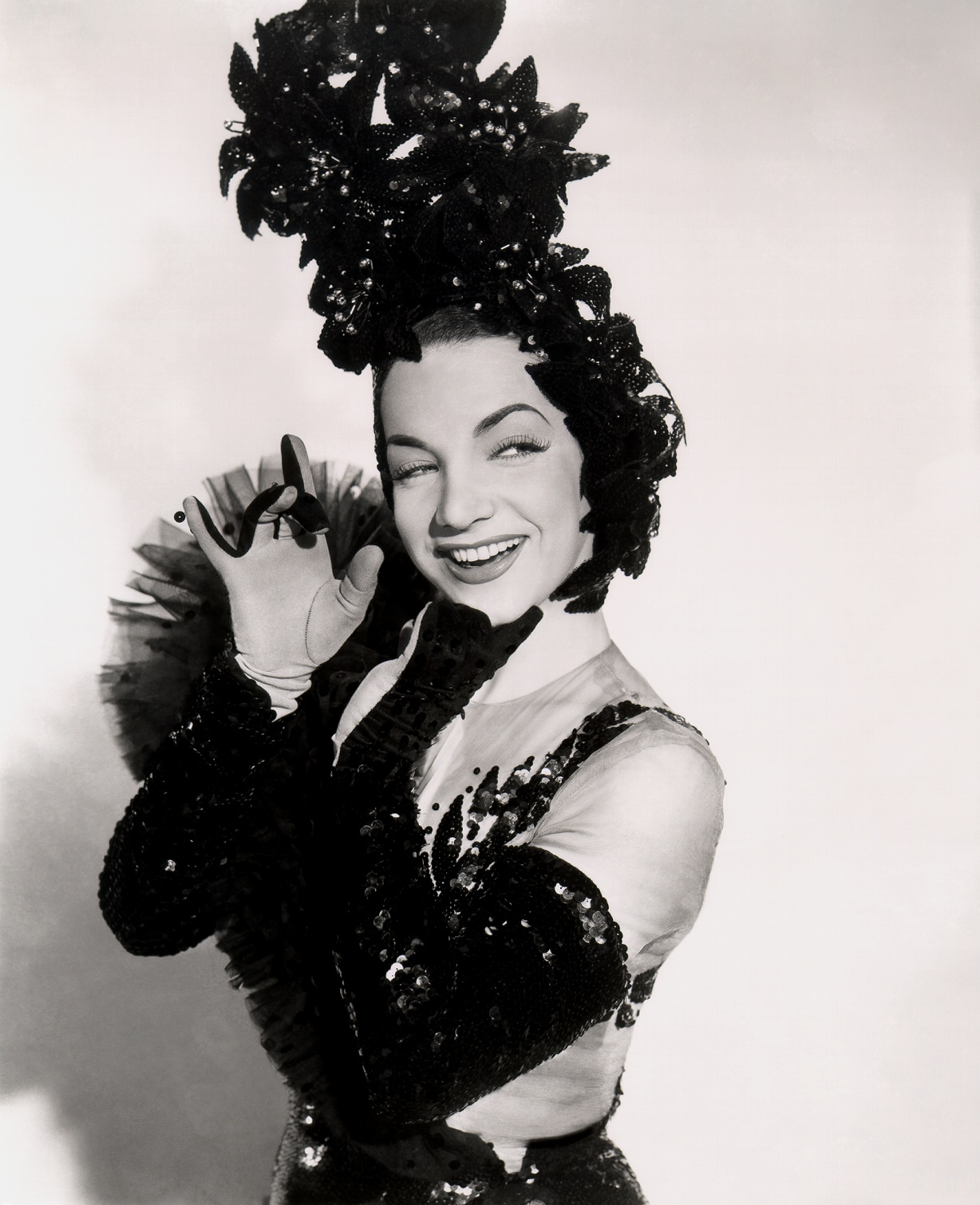
Carmen Miranda
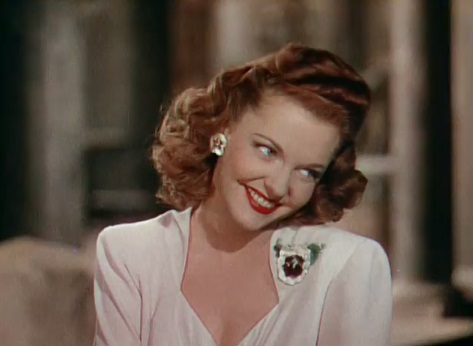
Vivian Blaine
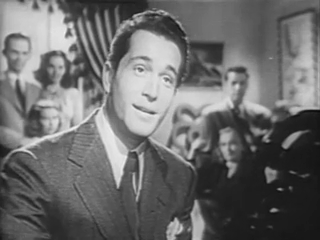
Perry Como
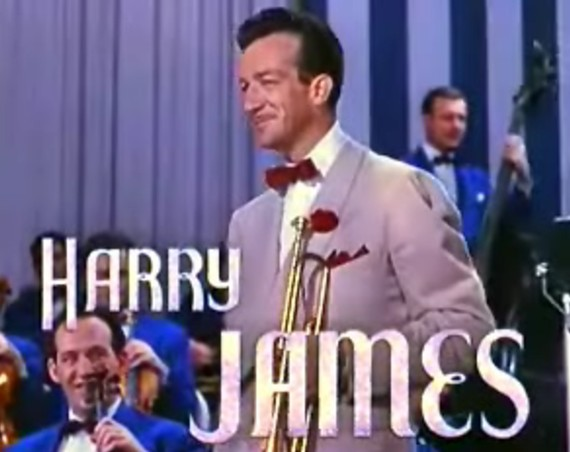
Harry James
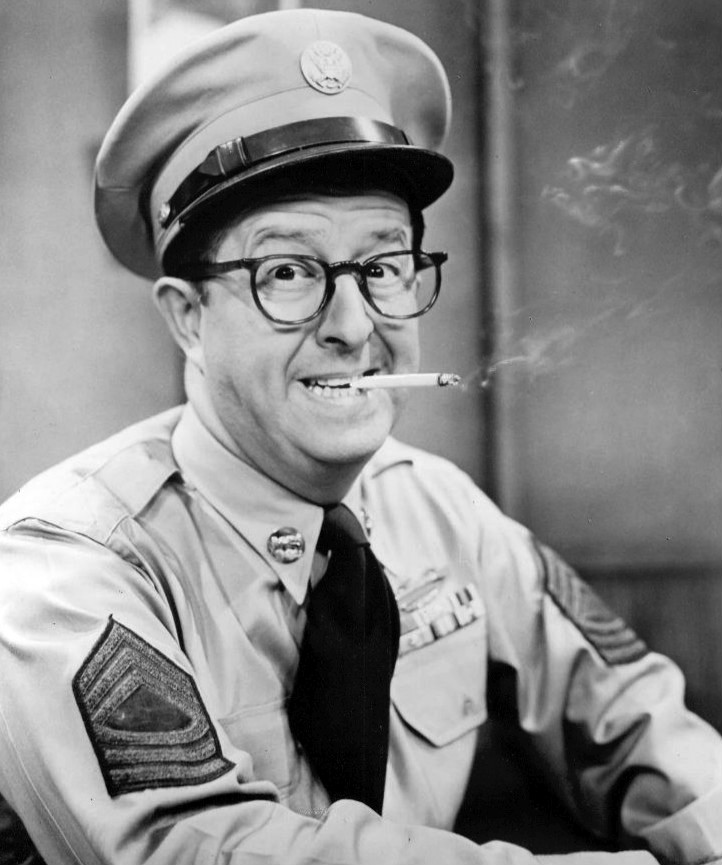
Phil Silvers

## Produção
Os títulos de trabalho deste filme foram That's for Me e You're for Me. Edgar Buchanan foi emprestado da Columbia Pictures para a produção. Segundo o departamento legal da Twentieth Century-Fox Records, a sequência "Batacada" foi a última a ser filmada, sob a direção de Joseph La Shelle. Embora o filme compartilhe semelhanças com Mil Vezes Obrigado! (Thanks a Million), não há créditos ou informações do estúdio que reconheçam If I'm Lucky como um remake.
Este filme também marcou a despedida de Carmen Miranda da Twentieth Century-Fox, encerrando seu contrato com o estúdio.

## Números musicais
Todas as canções são de Josef Myrow e Edgar De Lange:
- Follow the Band — Phil Silvers, Carmen Miranda, Vivian Blaine, Perry Como e Harry James
- If I'm Lucky — Perry Como e Vivian Blaine, Harry James (instrumental) e Vivian Blaine (solo)
- One More Kiss — Perry Como
- Bet Your Bottom Dollar — Vivian Blaine e  Carmen Miranda
- Batucada — Harry James e Carmen Miranda
- One More Vote — Perry Como

## Lançamento
O filme foi lançado nos cinemas dos Estados Unidos em 2 de setembro de 1946.

## Recepção da crítica
A crítica de Bosley Crowther sobre o filme If I'm Lucky no The New York Times é extremamente negativa. Ele descreve a trama como uma fantasia absurda e ridícula, na qual um cantor se candidata a governador para melhorar sua própria carreira e a de seus amigos músicos, além de expor uma conspiração política. Crowther considera o enredo tão inverossímil que sequer o humor dos irmãos Marx poderia salvar a história, se fosse interpretado de forma mais exagerada. Ele critica os atores, como Perry Como, Vivian Blaine e Carmen Miranda, alegando que não têm a qualificação necessária para os papéis e que sua atuação é inconsistente. As músicas também são consideradas medíocres, e o filme como um todo é descrito como sombrio e sem graça.
A crítica de Edwin Schallert, do Los Angeles Times, concorda em parte com Bosley Crowther, afirmando que, apesar das tentativas de If I'm Lucky de apresentar uma história plausível, o filme acaba sendo "totalmente absurdo". Nelson Bell, do Washington Post, descreve o filme como uma tentativa de oferecer "diversão irrefletida e efêmera", sem profundidade ou substância. Outros críticos vão além e rejeitam a trama como meramente um pretexto para encadear cenas musicais, sem maior conexão ou lógica narrativa.
Em 2008, quando If I'm Lucky foi relançado em DVD como parte da coleção 20th Century Fox Marquee Musicals, o New York Times observou que, em filmes como Doll Face  e If I'm Lucky, Carmen Miranda ocupava papéis coadjuvantes. O jornal questionou como, no contexto do "novo realismo" que dominava o cinema do pós-guerra, poderia haver espaço para personagens totalmente irreais, como a "Lady In The Tutti-frutti Hat" (referência à personagem de Carmen Miranda no filme The Gang's All Here).